# Relation entre Achille et Patrocle

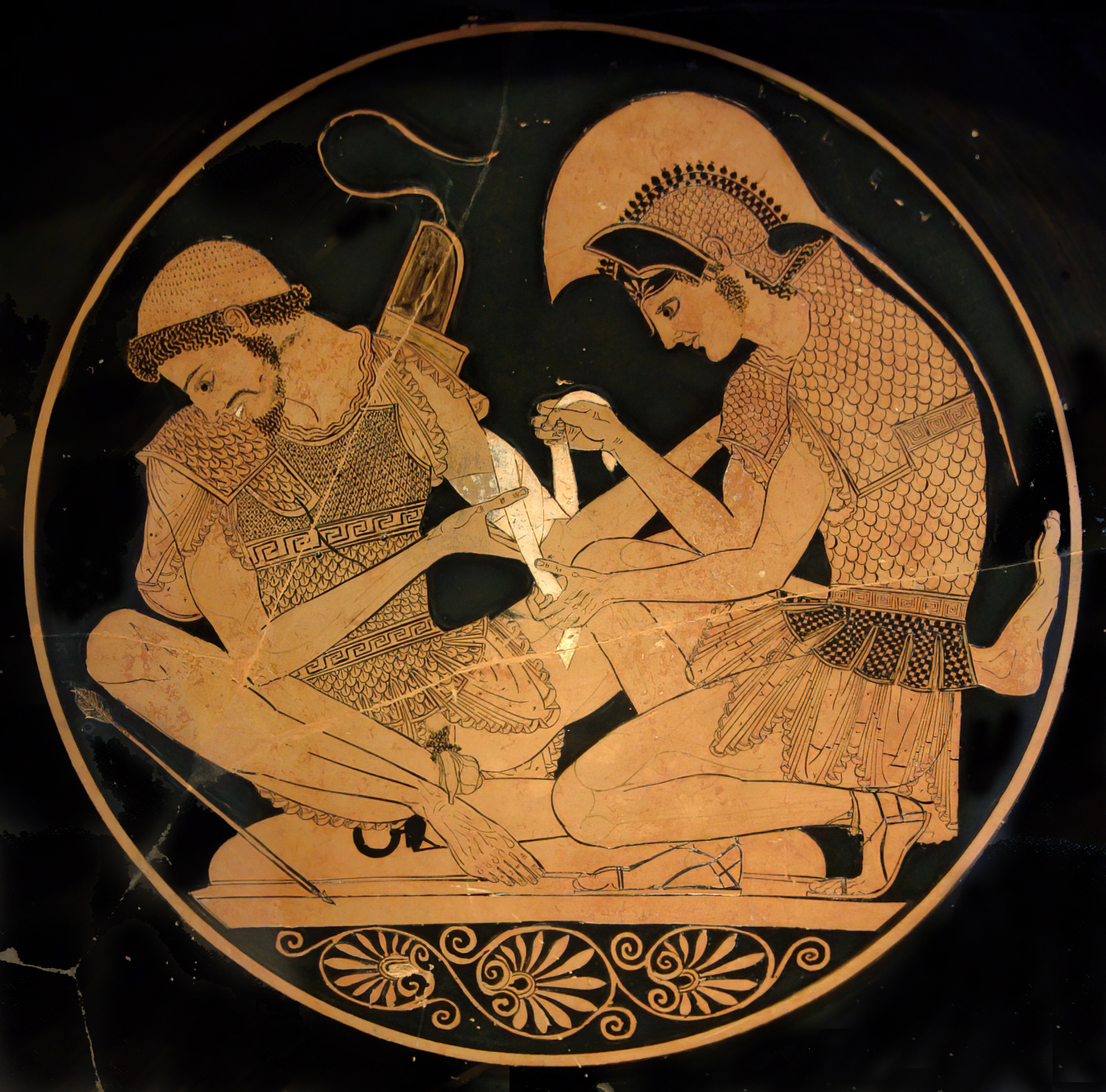
Achille bande le bras de Patrocle.

Dans la  mythologie grecque, la relation entre Achille et Patrocle est un élément clé des récits associés à la guerre de Troie. Sa nature exacte — qu'elle soit homosexuelle, une amitié profonde non sexuelle ou quelque chose d'entièrement différent — a fait l'objet de controverses tant dans l'époque classique que dans les temps modernes. Dans l'Iliade, Homère décrit une relation profonde et significative entre Achille et Patrocle, où Achille est tendre envers Patrocle mais insensible et arrogant envers les autres. Homère ne les présente jamais explicitement comme des amants,, mais ils ont été dépeints comme tels dans les périodes archaïque et classique de la littérature grecque, notamment dans les œuvres d'Eschyle, d'Eschine et de Platon,.

## Dans l’Iliade

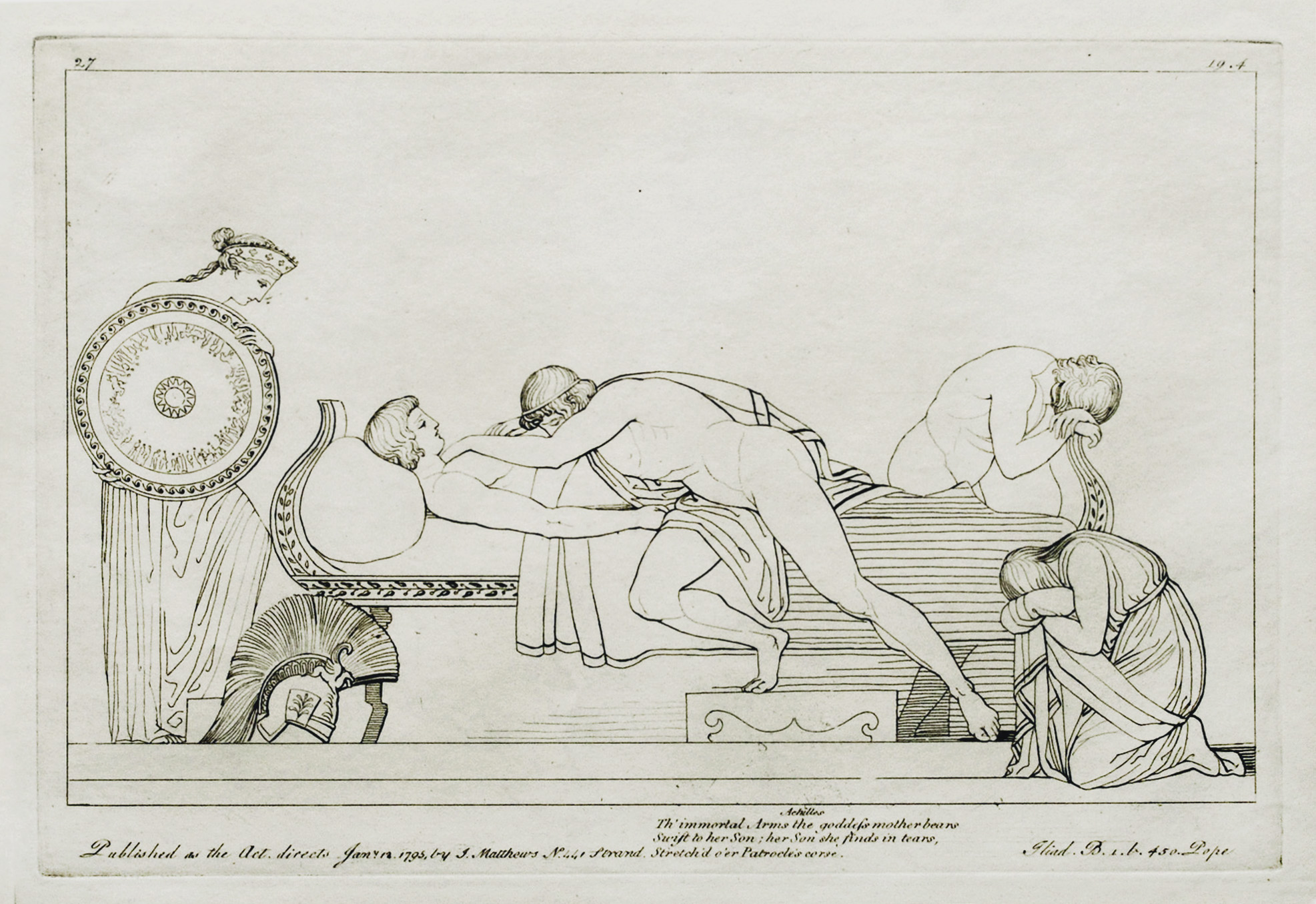
Achille pleurant Patrocle, John Flaxman, 1795.

Le lien interpersonnel le plus fort d'Achille est avec Patrocle. Comme le souligne Gregory Nagy :
Pour Achille [...] dans sa propre échelle ascendante d'affection telle qu'elle est dramatisée par l'ensemble de la composition de l’Iliade, la place la plus élevée doit appartenir à Patrocle [...] En fait, Patrocle est pour Achille le πολὺ φίλτατος [...] ἑταῖρος (l'hetaîros qui est de loin le plus phílos)  (XVII 411, 655).
Ainsi, dans l’Iliade, Achille dit de Patrocle qu'il est son « compagnon le plus aimé ». Hetaîros signifiait compagnon ou camarade ; dans Homère, il est généralement employé pour désigner des soldats placés sous les ordres d'un même commandant. Alors que sa forme féminine (hetaîra) était utilisée pour les courtisanes, un hetaîros désignait encore un soldat à l'époque hellénistique et byzantine. Dans les textes anciens, philos (souvent traduit par « le plus aimé ») désignait un type d'amour général, utilisé notamment pour l'amour fraternel, l'amitié, une passion ou bien encore pour l'amour romantique.
L'attachement d'Achille à Patrocle est un archétype de lien masculin que l'on retrouve ailleurs dans la culture grecque : les mythiques Damon et Pythias, les légendaires Oreste et Pylade, et les historiques Harmodius et Aristogeiton sont des paires de camarades qui affrontent volontiers le danger et la mort pour et à côté de l'autre.

Dans l'Oxford Classical Dictionary, David M. Halperin écrit :
Homère, assurément, ne dépeint pas Achille et Patrocle comme des amants (bien que certains Athéniens de l'époque classique pensaient qu'il le laissait entendre (fragments d'Eschyle 135, 136 Radt ; Symposium de Platon 179e-180b ; Eschines contre Timarchus 133, 141-50), mais il n'a aussi pas fait grand-chose pour exclure une telle interprétation
 Selon William A. Percy III, certains chercheurs, comme Bernard Sergent, pensent que dans la culture ionienne d'Homère, il existait une homosexualité qui n'avait pas encore pris la forme qu'elle prendra plus tard dans la pédérastie. Cependant, Sergent et d'autres ont soutenu qu'elle existait, bien qu'elle ne soit pas reflétée dans Homère. Sergent affirme que les relations homme-garçon ritualisées étaient largement répandues en Europe depuis la préhistoire.[réf. nécessaire]

Achille est le plus dominant, et parmi les guerriers de la guerre de Troie, il est le plus célèbre. Patrocle effectue des tâches telles que la cuisine, l'alimentation et le pansage des chevaux, mais il est plus âgé qu'Achille. Les deux personnages couchent également avec des femmes :
Achille dormait au fond de la hutte bien bâtie, et à ses côtés reposait une femme qu'il avait amenée de Lesbos, [665] la fille de Phorbas, Diomède aux joues claires. Et Patrocle le coucha sur le côté opposé, et à côté de lui reposait Iphis, à la belle chevelure, qu'Achille lui avait donnée lorsqu'il prit Scyrus, la ville d'Enyeus
.

## Dans l'Antiquité après l’Iliade
Aux IVe et Ve siècles avant J.-C., la relation est dépeinte comme un amour homosexuel dans les œuvres d'Eschyle, de Platon, de Pindare et d'Eschine.
À Athènes, la relation était souvent considérée comme amoureuse et pédérastique. La coutume grecque de la paiderasteia était une relation politique, intellectuelle et la plupart du temps sexuelle. Sa structure idéale consistait en un erastes plus âgé (l'amant, le protecteur) et un eromenos plus jeune (le bien-aimé). La différence d'âge entre les partenaires et leurs rôles respectifs (actif pour l'éraste et passif pour l'éromène) était considérée comme une caractéristique essentielle. Les auteurs qui supposaient une relation pédérastique entre Achille et Patrocle, comme Platon et Eschyle, étaient alors confrontés au problème de savoir qui d'Achille ou Patrocle était l'éraste, et qui était l'éromène.

### Eschyle

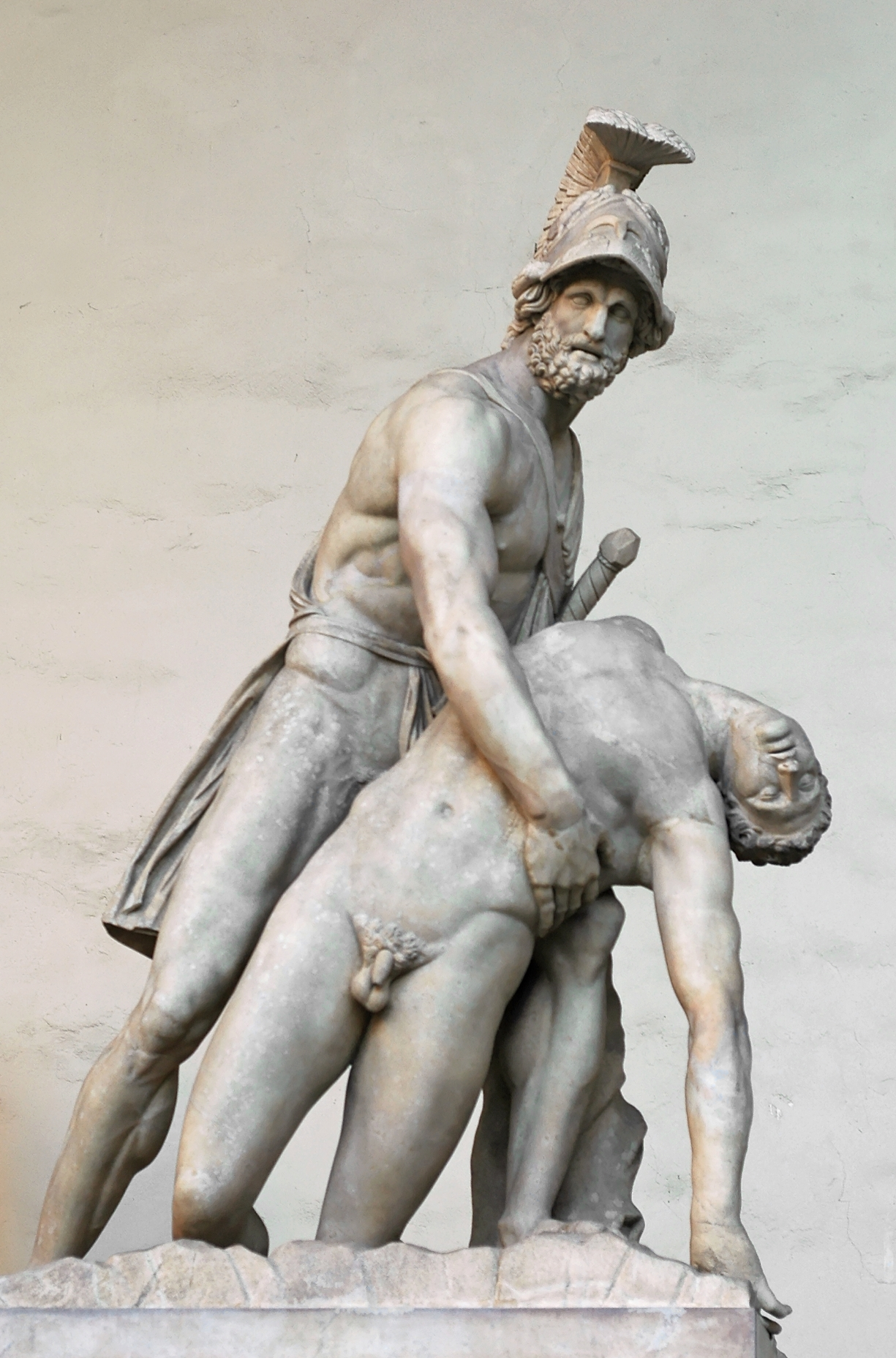
Ménélas portant le corps de Patrocle, copie romaine d'après un original hellénistique, Loggia dei Lanzi à Florence.

Eschyle, dans sa tragédie perdue Les Myrmidons (Ve siècle av. J.-C.), a attribué à Achille le rôle d'erastes ou protecteur (puisqu'il avait vengé la mort de son amant, même si les dieux lui avaient dit que cela lui coûterait la vie), et a attribué à Patrocle le rôle d'eromenos. Achille se lamente publiquement de la mort de Patrocle, s'adressant au cadavre et lui reprochant de s'être laissé tuer. Dans un fragment de la pièce qui a survécu, Achille parle de « la compagnie révérencieuse » des cuisses de Patrocle et du fait que Patrocle était « peu reconnaissant de ses nombreux baisers »,.

### Pindare
En comparant le boxeur adolescent Hagesidamus et son entraîneur Ilas à Patrocle et Achille dans Olympien 10.16-21 (476 av. J.-C.) et en comparant Hagesidamus à Ganymède, l'amant de Zeus, dans Olympien 10.99-105, Pindare suggère que l'élève et l'entraîneur avaient une relation amoureuse, surtout que cette comparaison est postérieure à la pièce Les Myrmidons dans laquelle Eschyle dépeint Achille et Patrocle comme des amants.

### Platon
Dans le Symposium de Platon, écrit vers 385 av. J.-C., l'orateur Phèdre présente Achille et Patrocle comme un exemple d'amants approuvés par les dieux. Phèdre soutient qu'Eschyle a commis une erreur en affirmant qu'Achille était l'éraste, car Achille était plus beau et plus jeune que Patrocle (caractéristiques de l'éromène),, ainsi que plus noble et plus habile au combat (caractéristiques de l'éraste). Au contraire, Phèdre suggère qu'Achille est l'éromène et qu'ainsi sa vénération pour son éraste, Patrocle, était si grande qu'il était prêt à mourir pour le venger.

### Xénophon
Xénophon, contemporain de Platon, fait valoir à Socrate, dans son propre Symposium, qu'Achille et Patrocle n'étaient que des camarades chastes et dévoués. Xénophon cite d'autres exemples de camarades légendaires, tels qu'Oreste et Pylade, qui étaient réputés pour leurs exploits communs plutôt que pour une quelconque relation érotique. Pour autant, dans le Symposium de Xénophon, l'hôte Kallias et le jeune vainqueur de pancrace Autolycos sont appelés erastes et eromenos.

### Eschine
On trouve d'autres preuves de ce débat dans un discours prononcé par un homme politique athénien, Eschine, lors de son procès en 345 av. J.-C.. Eschine, en mettant l'accent sur l'importance de la paiderasteia, soutient que même si Homère ne le dit pas explicitement, les personnes instruites devraient être capables de lire entre les lignes : « Bien que (Homère) parle en de nombreux endroits de Patrocle et d'Achille, il cache leur amour et évite de donner un nom à leur amitié, pensant que la grandeur excessive de leur affection est manifeste pour ceux de ses auditeurs qui sont des hommes instruits. » La plupart des auteurs antiques (parmi les plus influents Eschyle, Plutarque, Théocrite, Martial et Lucien) ont suivi la pensée exposée par Eschine.

### Autres auteurs dans l'Antiquité

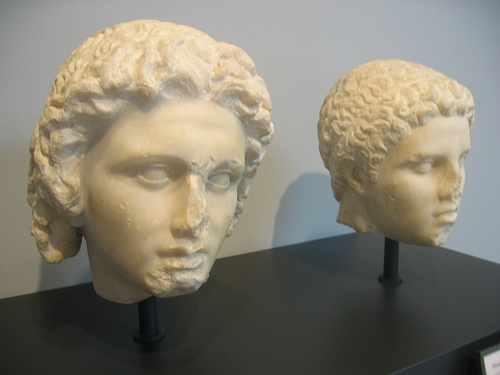
Alexandre, à gauche, et Héphaestion, à droite, époque ptolémaïque, musée de la Villa Getty.

Des tentatives d'édition du texte d'Homère ont été entreprises par Aristarque de Samothrace à Alexandrie vers 200 av. J.-C.. Aristarque pensait qu'Homère n'avait pas l'intention de faire de ces deux personnages des amants. Cependant, il reconnaissait que le passage « nous deux seuls » impliquait une relation amoureuse et soutenait qu'il s'agissait d'une interpolation ultérieure.
Lorsqu'Alexandre le Grand et son confident Hephaestion traversèrent la ville de Troie lors de leur campagne en Asie, Alexandre honora la tombe sacrée d'Achille et de Patrocle devant toute l'armée, ce qui fut considéré comme une déclaration claire de leur relation. La tombe commune et l'action d'Alexandre démontrent l'importance perçue de la relation Achille-Patrocle à cette époque (vers 334 av. J.-C.),.

## Moyen Âge et époque moderne
Les commentateurs de la période classique ont interprété cette relation à travers le prisme de leur propre culture. De la même façon, la tradition post-classique montre Achille comme hétérosexuel et ayant une amitié platonique exemplaire avec Patrocle. Les auteurs chrétiens médiévaux ont délibérément supprimé les nuances homoérotiques du personnage.

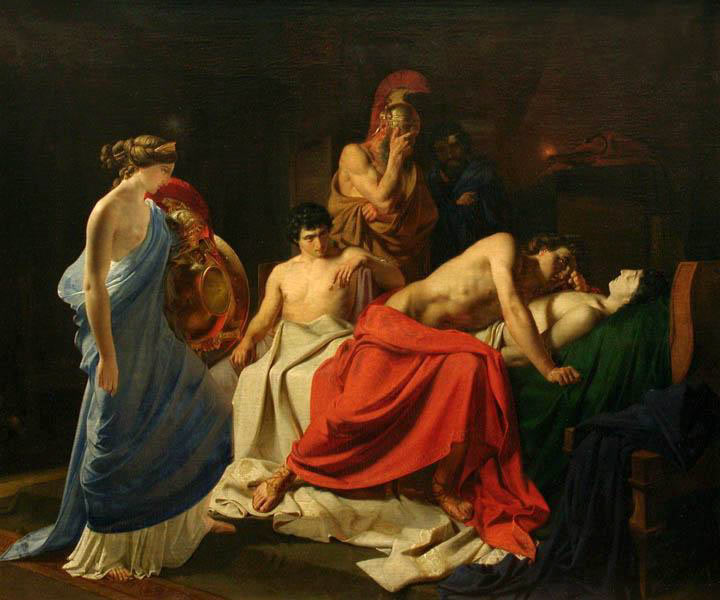
Achille se lamentant sur la mort de Patrocle (1855) par le réaliste russe Nikolaï Gay.

David Halperin compare Achille et Patrocle aux traditions de Jonathan et David, et de Gilgamesh et Enkidu, qui sont à peu près contemporaines de la composition de l’Iliade. Il affirme que même si un lecteur moderne est enclin à interpréter la représentation de ces amitiés guerrières intenses entre deux hommes comme étant fondamentalement homoérotiques, il est important de considérer les thèmes plus larges de ces relations :
L'insistance thématique sur la mutualité et la fusion des identités individuelles, bien qu'elle puisse évoquer dans l'esprit des lecteurs modernes les formules de l'amour romantique hétérosexuel [...] situe en fait les aveux d'amour réciproque entre amis masculins dans une tradition honorable, voire glamour, de camaraderie héroïque : précisément en bannissant toute allusion à la subordination d'un ami à l'autre, et donc toute suggestion de hiérarchie, l'accent mis sur la fusion de deux âmes en une seule éloigne en fait un tel amour de la passion érotique.
Selon Halperin, ces relations extra-institutionnelles étaient nécessairement dépeintes en utilisant le langage d'autres relations amoureuses institutionnalisées, telles que celles de parent/enfant et de mari/femme. Cela peut expliquer les allusions du livre 19 de l’Iliade où Achille pleure Patrocle (lignes 315-337) d'une manière similaire à celle utilisée précédemment par Briseis (lignes 287-300).

### Shakespeare
La pièce Troilus et Cressida de William Shakespeare dépeint Achille et Patrocle comme des amants aux yeux des Grecs. La décision d'Achille de passer ses journées dans sa tente avec Patrocle est considérée par Ulysse et de nombreux autres Grecs comme la principale raison d'inquiétude pendant la guerre de Troie.

## Époque contemporaine

### Approche psychiatrique
Jonathan Shay, un psychiatre américain, dont le livre Achilles in Vietnam propose une lecture de l’Iliade qui s'est avérée utile et thérapeutique pour la guérison des blessures mentales des vétérans du Vietnam, a souligné qu'il ne faut pas négliger leur relation familiale dans l’Iliade : Patrocle est le cousin d'Achille et son frère adoptif ; symboliquement, les camarades de combat sont « comme des frères », ce qui rend le modèle Achille/Patrocle utile pour réfléchir à l'intensité du sentiment de perte des vétérans du Vietnam lorsque leurs camarades tombent à leurs côtés. Shay met fortement l'accent sur les relations que forgent les soldats qui font l'expérience du combat ensemble, et souligne que ce type de perte a en fait souvent conduit à un berserking de soldats terrassés par le chagrin et la rage, d'une manière similaire à la rage d'Achille dans l’Iliade. Shay souligne qu'un thème fréquent dans le chagrin des vétérans est la douceur ou l'innocence de leur compagnon tombé au combat ; de même, bien qu'étant un guerrier de grande renommée, Patrocle est décrit dans l'Iliade par d'autres soldats et par Briseis comme ayant été doux et gentil.

### Représentations au cinéma
Le péplum américain Troie, réalisé par Wolfgang Petersen en 2004, présente Patrocle comme un parent plus jeune d'Achille, sans aucun aspect romantique ou sexuel. Dans l’Iliade, il est explicitement indiqué que Patrocle était le plus âgé et le plus responsable des deux.

### Représentations dans la littérature
Le Chant d'Achille (2011) de Madeline Miller est un roman où Patrocle est le personnage principal, et montre le développement d'une relation amoureuse et sexuelle mais non pédérastique entre Achille et Patrocle,.

### Sources antiques
1. ↑  Eschine. Contre Timarque, Section 133
2. ↑  Iliade, IX, 663-669
3. ↑  Aesch. Myrmidons fr. 135 Radt.